# Мати городам руським
«Ма́ти города́м ру́ським» — перифраз з давньоруської літератури, вислів князя Олега, який використовується для позначення Києва. Найбільш відомий за фрагментом статті 882 року Повісті врем'яних літ:

Въ лѣто 6390 … [и] сѣде Ѡлегъ кнѧжа въ Києвѣ . и реч Ѡлегъ се буди мт҃и градомъ рускими.
У РІК 6390 [882]… І сів Олег, князюючи, в Києві, і мовив Олег: «Хай буде се мати городам руським».

Крім цього, зустрічається в ряді творів, таких як:
- «Слово на оновлення Десятинної церкви» (сер. XII століття): «славному і чесному граду нашому і великої митрополії ж, матері городам».
- Стихира служби св. Володимиру: «славнодержавний Володимире на висоті столу сидячи матері городам богоспасенного Києва».
- Служба на пам'ять освячення в 1051/1053 у церкві святого Георгія в Києві, 26 листопада: «від першопрестольного матері городам, Богом порятунку Києва».

## Семантика фрази
На думку Д. С. Ліхачова, вираз «мати городам» є калькою із грецької «метрополія» (від грец. μήτηρ — мати і грец. πόλις — місто), тобто цей фрагмент — оголошений Олегом при закнязюванні у Києві «матері городам руським» — був проголошенням Києва столицею його володінь. Оскільки слово «Київ» — він, чоловічого роду.
Грецьке походження фрази породило гіпотезу про наявність у розпорядженні автора Повісті врем'яних літ візантійських письмових джерел про правління князя Олега. Згідно з іншою версією, поява фрази обумовлено політичними поглядами укладачів Повісті врем'яних літ. Літопис складалася в Києво-Печерській лаврі у 2-му десятилітті XII століття, за часів кризи Київської Русі та, через це, характеризується героїзацією політично єдиної держави в епоху перших руських князів і його протиставленням сучасності. Водночас Візантія становила собою блискучий приклад успіху централізації — прихід до влади (1081) Олексія I Комніна поклав кінець смути 1056—1081 років і став початком так званого «Комнінського Відродження». Подібність ситуації, з якої вийшла Візантія, зі становищем, у якому перебувала Русь, і продиктувало заклик до політичної єдності під верховенством Київського престолу — метрополії, «матері городам», яка повинна стояти над князівськими столами, подібно до того, як Константинополь стояв над провінціями та Дієцезіями Візантійської імперії, об'єднуючи їх.

## «Городи́ руські»
Позначення Києва «матір'ю городам руським» може бути пояснено і з поняття «городи руські». «Город» як укріплений пункт відігравав особливу роль в державному та політичному становленні Київської Русі.
Поняття «городи руські» склалося в IX-X століттях. Літопис говорить про роздачу городів Рюриком своїм воїнам: Полоцьк, Ростов, Білоозеро, Муром. «Городи руські» згадуються в Повісті врем'яних літ під 907 роком: Київ, Чернігів, Переяслав, Полоцьк, Ростов, Любеч та інші. «По тих городах сиділи князі, під Олегом сущі». Роздавали городи Святослав Ігоревич і Володимир I Святославич. Серед городів була певна ієрархія, в якій Київ займав перше місце, оскільки був місцем перебування великого князя.
Арабський автор Ібн-Хаукаль (X століття) перераховує групи русів та головні городи, які існували, як вважають історики, ще в IX столітті, до того, як Олег зробив Київ столицею: «І русів три групи. Група, найближча до Булгара, і цар у місті, званому Куйаба, і він більший від Булгара. І група верхня з них, яку називають ас-Славійа, і цар їхній у місті Сала, і група їхня, звана ал-Арсанійа, і цар їхній сидить в Арсі, місті їхньому». Ібн Фадлан, що бачив русів у 922 році, стверджував, що їхній цар живе у «високому замку», що трактується деякими істориками як згадка про Вишгород, який був подарований Ігорем Рюриковичем своїй дружині княгині Ользі і був резиденцією київського князя.
Імператор Костянтин Багрянородний (X століття) пише: «Надходять із зовнішньої Русі в Константинополь човни є одні з Немогарда, в якому сидів Сфендослав, син Інгора, архонта Русі, а інші з фортеці Мілініскі, з Теліуци, Чернігога і з Вусеграда. Отже, всі вони спускаються річкою Дніпро і сходяться у фортеці Кіоава».
Скандинави називали Русь «країною городів» (Гардарик). Скандинавська назва Garđar (Гарди, множина від Garđr, вперше згадано в X столітті), має загальну індоєвропейську основу зі старослов'янським словом город / градь. В однині корінь входить в такі назви як Hólmgarđr (Новгород), Kænugarðr (Київ) і Miklagarðr (Константинополь). Скандинавські джерела перераховують «головні городи» або окремі володіння (ríki) в Гардаріку, список яких відносять до X-XI століть: Hólmgarðr (Новгород), Aldeigjuborg (Ладога), Kænugarðr (Київ), Pallteskja (Полоцьк), Smaleskia (Смоленськ), Súrdalar (Суздаль), Móramar (Муром), Rostofa (Ростов), Sýrnes (Чернігів?), Gaðar(?), Álaborg (Алаборг, на Ладозькому озері), Danparstaðir (Донський місто?). Всі ці володіння у сазі про Одду Стрілу підпорядковувалися конунгу Гольмгарда, а «Пасмо про Еймунд», що розповідає про події 1015—1019 років віддає першість Києву: «Буріцлейф тримає Кенугард, і це найкраще князівство у всьому Гардарику».

## Використання російською стороною
Вислів «матір городам руським» активно використовується Росією у ідеологічному історичному протистоянні з Україною для виправдання агресивної російської імперської політики. У серпні 1919 р., в ході подій Київської катастрофи, під час переговорів з українським генералом Антіном Кравсом, російський генерал-лейтенант Микола Бредов заявив: «Киев — мать городов русских, никогда не был украинским и не будет!».